# North Atlantic Squadron
Le North Atlantic Squadron est une escadre de la marine des États-Unis opérant dans le nord de l'Atlantique jusqu'au début du XXe siècle.

## Histoire
Le North Atlantic Squadron est une escadre de la marine des États-Unis opérant dans le nord de l'Atlantique. Elle est rebaptisée North Atlantic Fleet (flotte de l'Atlantique Nord) en 1902.
En 1905, l’European Squadron et le South Atlantic Squadron sont supprimés et absorbés dans le North Atlantic Fleet (flotte de l'Atlantique Nord).
Le 1er janvier 1906, l’United States Atlantic Fleet est créée sur la base de cette nouvelle flotte combinée.

## Commandants en chef

### North Atlantic Squadron
| Commandant                                 | Période                             |
| ------------------------------------------ | ----------------------------------- |
| Commodore/Contre-amiral James S. Palmer    | 1er novembre 1865 - 7 décembre 1867 |
| Contre-amiral Henry K. Hoff                | 22 février 1868 - 19 août 1869      |
| Contre-amiral Charles H. Poor              | 19 août 1869 - 9 juin 1870          |
| Contre-amiral Samuel Phillips Lee          | Juin 1870 - Mai 1873                |
| Contre-amiral Gustavus H. Scott            | Mai 1873 - 13 juin 1874             |
| Contre-amiral James Robert Madison Mullany | 13 juin 1874 - Janvier 1876         |
| Contre-amiral William E. Le Roy            | Janvier 1876 - Septembre 1876       |
| Contre-amiral Stephen Decatur Trenchard    | Septembre 1876 - Septembre 1878     |
| Contre-amiral John C. Howell               | Septembre 1878 - Janvier 1879       |
| Contre-amiral Robert H. Wyman              | Janvier 1879 - 1er mai 1882         |
| Contre-amiral George H. Cooper             | 1er mai 1882 - 19 juin 1884         |
| Commodore Stephen B. Luce                  | 26 juin 1884 - 20 septembre 1884    |
| Contre-amiral James E. Jouett              | 20 septembre 1884 - Juin 1886       |
| Contre-amiral Stephen B. Luce              | 18 juin 1886 - 28 janvier 1889      |
| Contre-amiral Bancroft Gherardi            | 28 janvier 1889 - 10 septembre 1892 |
| Contre-amiral John G. Walker               | 10 septembre 1892 - Juin 1893       |
| Contre-amiral Andrew E. K. Benham          | Juin 1893 - Avril 1894              |
| Contre-amiral Richard W. Meade III         | Avril 1894 - Mai 1895               |
| Commodore Francis M. Bunce                 | 2 juin 1895 - 1er mai 1897          |
| Contre-amiral Montgomery Sicard            | 1er mai 1897 - 28 mars 1898         |
| Contre-amiral William T. Sampson           | 28 mars 1898 - Octobre 1899         |
| Contre-amiral Norman H. Farquhar           | Octobre 1899 - 1er mai 1901         |
| Contre-amiral Francis J. Higginson         | 1er mai 1901 - 29 décembre 1902     |

### North Atlantic Fleet
| Commandant                         | Période                         |
| ---------------------------------- | ------------------------------- |
| Contre-amiral Francis J. Higginson | 29 décembre 1902 - Juillet 1903 |
| Contre-amiral Albert S. Barker     | Juillet 1903 - Mars 1905        |
| Contre-amiral Robley D. Evans      | Mars 1905 - 1er janvier 1906    |